# NGC 3766

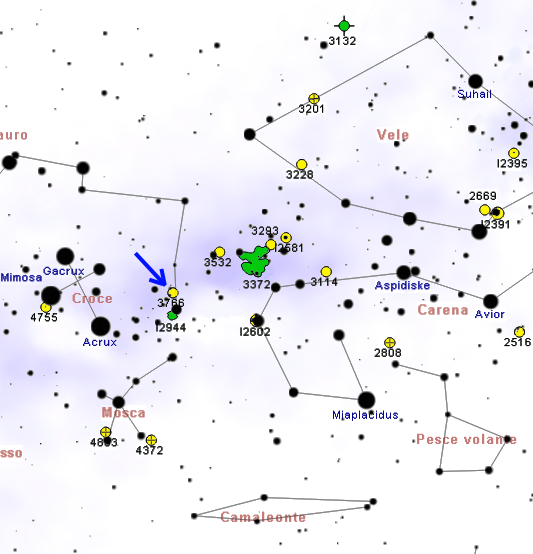
NGC 3766在天球上的位置

NGC 3766，珍珠星團，是在半人馬座的一個疏散星團，在南半球都能看得見。該星團位於巨大的恆星形成區域船底座分子雲內。它是尼可拉·路易·拉卡伊於1751-52年間發現的。NGC 3766距離地球約1745 pc，天球上角直徑約為12 角分。

## 狀態
NGC 3766中有137顆有編號的恆星，但可能很多實際上不是星團的成員星，並且只有36顆有精確的測光觀測資料。NGC 3766的總體視星等為5.3，總體光譜型則是B1.7。NGC 3766是相對年輕的星團，年齡約1440萬年，並以 –14.8 km/s 的速度靠近地球。該星團內發現了11顆Be星，2顆紅巨星與4顆Ap星 。

## 外部連結
- NGC 3766 at SEDS
- The Pearl Cluster
- Astrophotograph Link
- WikiSky上关于NGC 3766的内容：DSS2, SDSS, GALEX, IRAS, 氢α, X射线, 天文照片, 天图, 文章和图片